# India op de Aziatische Indoorspelen
India is een van de landen die deelneemt aan de Aziatische Indoorspelen. Het land debuteerde in 2005. Na twee edities van de Aziatische Indoorspelen staat India in het medailleklassement op de vijfde plaats.

## Medailles en deelnames
| India op de Aziatische Indoorspelen |        |      |        |        |        |
| Rang                                | Editie | Gold | Silver | Bronze | Totaal |
| 5                                   | 2005   | 7    | 3      | 8      | 18     |
| 6                                   | 2007   | 9    | 9      | 10     | 28     |
| 7                                   | 2009   | 6    | 9      | 25     | 40     |
| 8                                   | Totaal | 22   | 21     | 43     | 86     |

Afghanistan · 
Bahrein · 
Bangladesh · 
Bhutan · 
Brunei · 
Cambodja · 
China · 
Chinees Taipei · 
Filipijnen · 
Hongkong · 
India · 
Indonesië · 
Irak · 
Iran · 
Japan · 
Jemen · 
Jordanië · 
Kazachstan · 
Kirgizië · 
Koeweit · 
Laos · 
Libanon · 
Macau · 
Malediven · 
Maleisië · 
Mongolië · 
Myanmar · 
Nepal · 
Noord-Korea · 
Oezbekistan · 
Oman · 
Oost‑Timor · 
Pakistan · 
Palestina · 
Qatar · 
Saoedi-Arabië · 
Singapore · 
Sri Lanka · 
Syrië · 
Tadzjikistan · 
Thailand · 
Turkmenistan · 
Verenigde Arabische Emiraten · 
Vietnam · 
Zuid-Korea